# Ramon Grimalt
 (août 2022).
Pour les articles homonymes, voir Ramon.

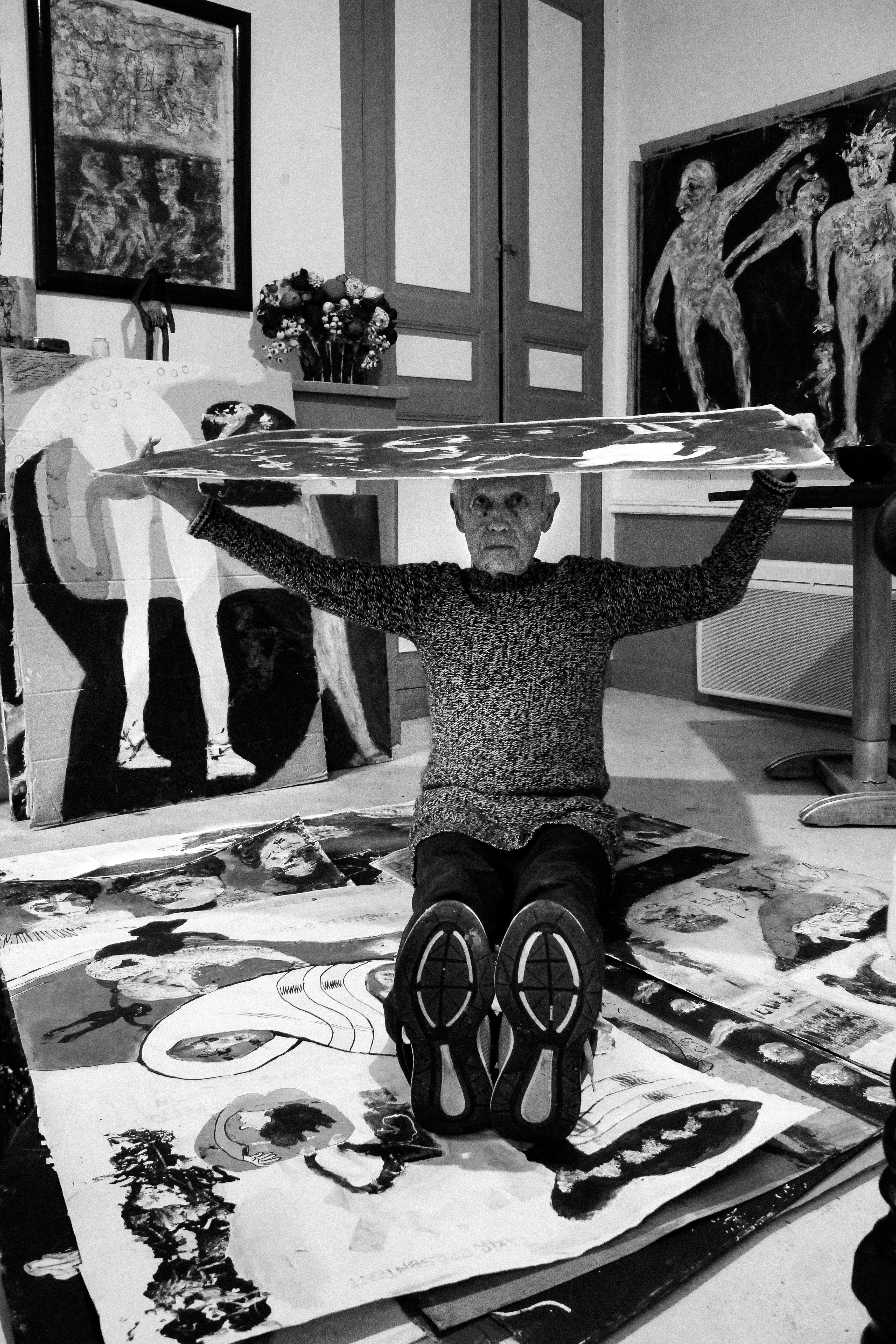
Photo de Ramon Grimalt dans son atelier, octobre 2023.

Ramon Grimalt, dit Ramon, né le 15 juin 1937 à Rouiba, est un peintre français né en Algérie.

## Biographie
Né d'un père espagnol, plombier, et d'une mère juive, couturière, Ramon est à quinze ans ouvrier dans une usine de métallurgie. L'année suivante, il quitte sa famille pour vivre dans une cave insalubre, pratique la danse, fréquente l'opéra. À l'occasion de son service militaire, il découvre la France métropolitaine, revient en 1960 à Paris, travaille en usine, loge en chambre d'hôtel.
En 1962, Ramon découvre par hasard la peinture au Louvre où il est fasciné par L'Enfant à la pastèque de Murillo. Il achète aussitôt des couleurs, des pinceaux et le lendemain se met à peindre « sans rien savoir ». En 1963, il s'installe à Bagneux et décide en 1970 de se consacrer entièrement à la peinture. En 1987, la mort de sa mère lui fait redécouvrir son enfance, il détruit par la suite la plupart de ses œuvres antérieures et commence à réécrire en peinture l'histoire de sa famille et celle des racines, dit-il, qu'il refusait jusqu'alors, mêlant dans son écriture humour, féerie et tragédie.
À partir de 1979, Ramon participe à différents salons : Salon d'art contemporain de Montrouge, Salon de Bagneux et Salon d'art contemporain de Bagneux, Salon Sud et Biennale de peinture d'Issy-les-Moulineaux, Salon des réalités nouvelles, Salon d'Arcueil. Exposé par François Callu Mérite aux côtés de Bertholle, Bissière, Bryen et Maria Manton, il est considéré comme « la découverte » du Salon de Mars 1991. Il continue ensuite d'exposer régulièrement à la galerie Callu Mérite et participe aux grandes expositions et foires internationales, notamment à Paris (Saga; Art Paris, 1999), Cannes (1994), Strasbourg (1997) mais aussi en Allemagne (Francfort, 1991), Belgique (Gand, 1992 et 1994), États-Unis (New York et Chicago). En 1991 sont réalisées 11 000 cartes téléphoniques « Rodier » reproduisant l'une de ses œuvres.

## Principales expositions personnelles
- 1986 : Galerie Sud, Bagneux
- 1989 : Galerie Sud, Bagneux; Galerie Callu Mérite, Paris
- 1990 : Galerie Sud, Bagneux; Galerie Callu Mérite, Paris (texte de Chantal Hurteau-Mignon); Art Jonction International, Nice
- 1991 : Galerie Callu Mérite, Paris (textes de Jacqueline Boutet-Loyer et Philippe Daviaud)
- 1992 : Galerie Callu Mérite, Paris
- 1994 : Mémoires, Galerie Callu Mérite, Paris
- 1995 : Galerie Callu Mérite, Paris
- 1996 : Galerie Callu Mérite, Paris
- 1997 : Galerie Callu Mérite, Paris
- 1998 : Galerie Callu Mérite, Paris (texte de Philippe Daviaud, Un artiste rare)
- 1999 : Galerie Callu Mérite, Paris
- 2001 : Orangerie de l'Archevêché, Sens
- 2002 : Galerie Callu Mérite, Paris (texte de Chantal Hurteau Mignon)

## Acquisitions
F.N.A.C. (Fonds national d'art contemporain), F.R.A.C. Île-de-France, sièges de TF1 et de Rodier...

## Jugements
- « Ramon est le digne fils de Chaissac et de Picasso. La même liberté du geste et des matières, la même permanence de la figure et des formes. L'art brut revu par la volupté. »

Jean-Louis Pinte, Ramon, la découverte, dans Figaroscope, 20 mars 1991
- « Les personnages de Ramon sont l'incarnation de son univers intime et émotionnel. (...) Ce ne sont que visages voilés par le fard, corps travestis ou tatoués, costumes extravagants. (...) L'exagération et l'exaltation, l'érotisme et l'obscénité, la violence et la douleur, le grotesque et le monstrueux, l'agressivité et l'ironie, l'horreur et le bonheur s'imposent avec une truculence expressionniste. »

Jacqueline Boutet-Loyer, Les peintures pulsionnelles de Ramon, dans Ramon, Galerie Callu Mérite, Paris, 1991
- « Ramon appartient à cette hispanitude où sont royalement ancrés Goya ou Picasso. (...) L'homme a une palette avec des bleus pétrole bien à lui, des ocres blonds solaires. Il règne sur une cour des miracles aux personnages toujours semblables et pourtant constamment renouvelés. Il a un style qui n'appartient à nul autre. »

Marc Hérissé, Ramon, dans La Gazette de l'Hôtel Drouot, 2 janvier 1998